# Eccoptosage eucephala
Eccoptosage eucephala är en stekelart som först beskrevs av Heinrich 1930.  Eccoptosage eucephala ingår i släktet Eccoptosage och familjen brokparasitsteklar. Inga underarter finns listade i Catalogue of Life.